# Live (Metal Church-album)
A Live az amerikai Metal Church első és egyetlen koncertlemeze, mely 1998-ban jelent meg. A felvételek még 1986-ban készültek.

## Számlista
| #   | Cím                     | Szerző(k)                                                                 | Hossz |
| --- | ----------------------- | ------------------------------------------------------------------------- | ----- |
| 1.  | Ton of Bricks           | David Wayne, Craig Wells, Kurdt Vanderhoof, Duke Erickson, Kirk Arrington | 2:51  |
| 2.  | Hitman                  | Wells, Vanderhoof                                                         | 4:16  |
| 3.  | Start the Fire          | Wayne, Wells, Vanderhoof                                                  | 3:53  |
| 4.  | Gods of Wrath           | Wayne, Wells, Vanderhoof                                                  | 6:27  |
| 5.  | The Dark                | Wayne, Wells, Vanderhoof                                                  | 3:52  |
| 6.  | Psycho                  | Wayne, Wells, Vanderhoof, Arrington                                       | 3:28  |
| 7.  | Watch the Children Pray | Wayne, Wells, Vanderhoof                                                  | 5:34  |
| 8.  | Beyond the Black        | Wayne, Wells, Vanderhoof                                                  | 6:31  |
| 9.  | Metal Church            | Wayne, Wells, Vanderhoof                                                  | 4:35  |
| 10. | Highway Star            | Ian Gillan, Ritchie Blackmore, Roger Glover, Jon Lord, Ian Paice          | 4:32  |

## Közreműködők
- David Wayne - ének
- Kurdt Vanderhoof - gitár
- Craig Wells - gitár
- Duke Erickson - basszusgitár
- Kirk Arrington - dob

### További közreműködők
- Mark Greer - maszterelés
- Eric Peacock - borító